# Silvan Shalom
Silvan Shalom (på hebraisk סילבן שלום), (født 4. oktober 1958 i Gabès, Tunesien) er en israelsk politiker, der mellem 2001 og 2003 var sit lands finansminister og fra 2003 til 2006 udenrigsminister. Pr. januar 2009 er han fortsat medlem af parlamentet Knesset for partiet Likud. Han har været parlamentsmedlem siden 1992.

## Opvækst
Shalom blev født i byen Gabès i det østlige Tunesien, men flyttede i 1959 til Israel, hvor han som 18-årig blev indlemmet i Israels Forsvar. Han opnåede i sin militærkarriere status som sergent. Efter endt militærtjeneste gik Shalom på universiteter i byerne Beersheba og Tel Aviv, hvor han blandt andet studerede økonomi og jura.

## Politisk karriere
Efter at have arbejdet som journalist blev Shalom i 1992 valgt til det israelske parlament Knesset for det konservative Likud-parti. Hans indflydelse skaffede ham i 2001 posten som landets finansminister. I 2003 afløste han den tidligere premierminister Benjamin Netanyahu som udenrigsminister. Tiden som udenrigsminister var præget af den Anden intifada, som oplevede nogle af sine blodigste år i perioden med Shalom som udenrigsminister, hvilket påvirkede hans og landets forhold til det øvrige verdenssamfund. I 2006 blev han afløst på posten af Tzipi Livni.
I 2005 stillede Shalom op til kampvalg mod Benjamin Netanyahu om lederskabet i Likud, men lykkedes ikke med at opnå posten som partileder.

## Privatliv
Shalom er bosat i byen Ramat Gan, hvor han er gift med en israelsk TV-vært. Sammen har parret fem børn.